# Смышляева, Александра Фёдоровна
Александра Фёдоровна Смышляева (7 ноября 1907, Златоуст — 5 августа 1975, Томск) — советский педиатр, доктор медицинских наук (1953), профессор, учёный, внесший вклад в развитие отечественной педиатрии, педагог, пропагандист медицинских знаний.

## Биография
Родилась 7 ноября 1907 г. в уральском городе Златоуст в семье рабочего. В 1924 году окончила среднюю школу № 2 в г. Златоуст. В том же году поступила на педиатрический факультет Томского медицинского института, который с отличием окончила в 1930 году по специальности «педиатрия» с присвоением квалификации «врач-педиатр».
В 1931 году покинула Томск и переехала в Красноярск, где ей была предложена должность врача дома малютки, с 1934 года — заведующая детской амбулаторией, с 1935 года — заведующая детским отделением Краевой больницы № 1 г. Красноярска.
В 1939 году вернулась в Томск и в 1940 году постуила в аспирантуру на кафедру детских болезней к профессору Е. И. Неболюбову, в период 1942—1943 гг. — доцент этой кафедры, активно занимается научными исследованиями по решению наиболее актуальных проблем педиатрии и детского здравоохранения, в частности многие труды Смышляевой были посвящены гипотрофии, особенностям желудочной секреции у этих больных и другим хроническим расстройствам, нарушающих гармоничное развитие ребёнка.
В 1943 году в совете Томского медицинского института защитила кандидатскую диссертацию на тему «Влияние диатермии на желудочную секрецию детей, больных дистрофией».
С 1944 года — с момента открытия в Томском медицинском институте педиатрического факультета — работает ассистентом кафедры детских болезней, с 1947 года — доцент данной кафедры.
В 1952—1953 годах работала в докторантуре 1-го Ленинградского медицинского института им. академика И. П. Павлова.
В 1953 году защитила докторскую диссертацию на тему «Роль центральной нервной системы в патогенезе функциональных расстройств печени в клинике ангиохолециститов у детей».
Член КПСС с 1954 года.
С 1956 года — заведующая кафедрой факультетской педиатрии и детских болезней лечебного факультета.
Скончалась 5 августа 1975 г. в городе Томске при ожидании серьёзной операции на сердце. Прах был вывезен в Златоуст и захоронен на Уренгинском кладбище Златоустовского городского округа.

## Общественная деятельность
- Председатель Томского филиала Всероссийского общества педиатров,
- Член редколлегии журнала «Педиатрия»
- Депутат районного Совета депутатов трудящихся
- Почетный член Исполкома Общества детских врачей г. Ленинграда
- Консультативно-методическая помощь учреждениям практического здравоохранения Томска и области

## Награды
- Орден Красной Звезды
- Орден «Знак Почёта»
- Орден Трудового Красного Знамени (1964);
- Медаль «За победу над Германией в Великой Отечественной войне 1941—1945 гг.»
- Медаль «Ветеран труда»
- Значок «Отличнику здравоохранения» (СССР)

## Научная деятельность
Работала над одной из самых злободневных проблем современной медицины — проблемой болезней крови у детей. Выполненные по этой теме исследования носят не только теоретический интерес, но и несомненную практическую ценность. Автор около 80 научных работ, представляющих собой значительный вклад в отечественную педиатрию.— журнал «Педиатрия», № 1, 1976. — стр. 90

### Избранные труды
- Смышляева А. Ф. Влияние диатермии на желудочную секрецию детей дистрофиков: Дис. … канд. мед. наук. Томск, 1943. 186 с.
- Смышляева А. Ф. Роль центральной нервной системы в патогенезе функциональных расстройств печени в клинике ангиохолециститов у детей: Дис. д-ра мед. наук. Л., 1952. 1011 с.
- Смышляева А. Ф. Заболевания желчного пузыря и желчных путей у детей. М.: Медгиз, 1957. 186 с.
- Особенности течения стафилококковых заболеваний (пневмоний, сепсиса, энтероколитов) у новорожденных и детей раннего возраста, Томск, 1964. 233 с.
- Доклад на Первом областном съезде врачей Томской области о сепсисе у детей первых трех месяцев жизни.
- Смышляева А. Ф., Бушмелева Л. П., Ковалевская Р. А. Возрастные особенности содержания эритропоэтинов и ряда микроэлементов в крови у здоровых детей// Педиатрия. 1971. № 8. -С.25-27.